# Freziera inaequilatera
Freziera inaequilatera es una especie de planta con flor en la familia Theaceae. 
Es endémica de Bolivia. La 1ª colecta se hace en 1886 en Larecaja (Mapiri) a 563 m s. n. m.; subpoblaciones en Mapiri en el departamento de La Paz, y las últimas colectas son de 1939

## Fuente
- World Conservation Monitoring Centre 1998.  Freziera inaequilatera.   2006 IUCN Lista Roja de Especies Amenazadas; bajado 21 de agosto de 2007